# Ахмедов, Садраддин Бабаш оглы
Садраддин Бабаш оглы Ахмедов (азерб. Sədrəddin Babaş oğlu Əhmədov; 1 июля 1923 года, Шемахинский уезд — 25 марта 2012 года, там же) — советский азербайджанский виноградарь, передовик сельского хозяйства, Герой Социалистического Труда (1984).

## Биография
Родился 1 июля 1923 года в селе Кушчи Шемахинского уезда (ныне Шемахинский район Азербайджана).
В сентябре 1942 года призван Шемахинским РВК на фронт. Воевал на фронте пулеметчиком, где дослужился до звания сержанта. Участвовал в боевых действиях на Юго-Западном и Украинском фронтах. Участвовал в освобождении городов и сел Украинской и Молдавской ССР и освобождении Восточной Европы от немецких войск. С 1944 по 1945 - ручной пулеметчик первой стрелковой роты 1054 стрелкового Сталинского полка, дивизии.
От имени Президиума Верховного Совета СССР, 22 сентября 1944 года, «за образцовое выполнение боевых заданий Командования на фронте борьбы с немецко-фашистскими захватчиками и проявленные при этом доблесть и мужество», Ахмедов Садраддин Бабаш оглы награжден Орденом Славы III степени.
Начал трудовую деятельность в марте 1947 года рядовым колхозником на колхозе имени Сабира в Шемахинском районе. Позже бригадир на этом же колхозе. Средний урожай, собранный Ахмедовым в колхозе составлял 200 центнеров винограда с одного гектара. Ахмедов был одним из передовиков виноградарства и сельского хозяйства в Азербайджанской ССР.
Указом Президиума Верховного Совета СССР от 6 июня 1984 года за достижение выдающихся показателей и трудовой героизм, проявленный в выполнении планов и социалистических обязательств по увеличению производства и продажи государству зерна и других продуктов земледелия в 1983 году Ахмедову Садраддину Бабаш оглы присвоено звание Героя Социалистического Труда с вручением ордена Ленина и золотой медали «Серп и Молот».
После выхода на пенсию проживал в селе Кушчи Шемахинского района.
В 2002 году удостоен Персональной стипендии Президента Азербайджанской Республики.
Ушел из жизни 25 марта 2012 года в родном селе.